# Civrieux
Civrieux ist eine französische Gemeinde mit 1.986 Einwohnern (Stand 1. Januar 2022) im Département Ain in der Region Auvergne-Rhône-Alpes. Sie gehört zum Kanton Villars-les-Dombes im Arrondissement Bourg-en-Bresse und ist Mitglied im Gemeindeverband Dombes Saône Vallée.

## Geographie

### Lage
Civrieux liegt auf 291 m, etwa 41 Kilometer südwestlich der Präfektur Bourg-en-Bresse, 18 Kilometer nördlich der Stadt Lyon und 43 Kilometer südlich der Stadt Mâcon (Luftlinie). Das Dorf liegt am Südrand der Landschaft und historischen Provinz Dombes im Südwesten des Départements Ain. Nachbargemeinden von Civrieux sind Saint-Jean-de-Thurigneux und Monthieux im Norden, Saint-André-de-Corcy und Mionnay im Osten, Montanay im Süden, Genay im Südwesten sowie Massieux, Parcieux und Reyrieux im Westen.

### Topographie
Die Fläche des 19,76 km² großen Gemeindegebiets umfasst einen Abschnitt der südwestlichen Dombes, eines von unzähligen Seen und Wasserflächen durchzogenen Hochplateaus zwischen dem Tal der Saône im Westen und dem Jura im Osten. Mit Höhenwerten zwischen 290 m und 296 m ist der Großteil der Gemeinde fast eben, nur am Westrand beginnt ein leichter Geländeabfall, durch den die beiden Bäche Grand Rieu und Ruisseau des Torrières (südl. Gemeindegrenze) den Gemeindeboden zur Saône hin entwässern. Nach Nordwesten hin entwässert der Bach Morbier zum Formans. Im Süden und Westen ragen einige Hügel aus der Ebene empor und erreichen eine maximale Höhe von 311 m. Das Dorf ist in allen Richtungen von Feldern umgeben, die fast 80 % der Gemeindefläche ausmachen. Nur am Nord- und Ostrand beginnt die für die Dombes typische Aneinanderreihung von Seen und Weihern (frz.: étang, Anteil der Gemeindefläche bei 2,6 %), die sich mit Waldstücken abwechseln (ca. 10 %).
Civrieux besteht aus einem kompakten Ortskern und vielen Einzelhöfen, die über die restliche Gemeinde verteilt sind. Im Tal des Grand Rieu an der Grenze zu Massieux befinden sich die Weiler Bernoud und Le Petit Bernoud, die im Mittelalter eine eigene, von Civrieux getrennte Herrschaft bildeten. Im Nordosten liegt der nur aus einigen Gehöften bestehende Weiler Bussiges.

## Geschichte
Sowohl Civrieux wie auch Bernoud wurden erstmals im Hochmittelalter urkundlich erwähnt, im Jahr 984 als Sivriacus bzw. De Berno. Beide erfuhren im Laufe der Jahrhunderte Änderungen in der Schreibweise, so finden sich einerseits Syvriacus (1268), Sivreu (1285), Civrieu (18. Jh.) und andererseits Bernout (1304). Die Orte besaßen bereits 984 jeweils eine Pfarrkirche im Einflussbereich des Erzbistums Lyon und wurden wenig später jeweils Zentrum einer kleinen Herrschaft, über die ebenfalls der Erzbischof von Lyon die Oberhoheit ausübte. Später gehörten Civrieux und Bernoud in Teilen zum Franc-Lyonnais, eine mit außergewöhnlichen Steuerprivilegien und Immunität gegenüber dem französischen König ausgestattete Kleinprovinz. Die Pfarrkirche in Bernoud verlor schnell an Bedeutung, so dass der Ort später nur noch über eine einfache Kapelle verfügte.
Bussiges geht ebenfalls auf das 10. Jahrhundert zurück und war zu der Zeit Standort einer weiteren Pfarrkirche, die 1806 abgerissen wurde. Die Schreibweisen waren Buscitgas (994), Buisseges (1187) und Buciges (1325). Im Gegensatz zu den anderen beiden Ortsteilen gehörte sie zu der Herrschaft von Montribloud im heutigen Saint-André-de-Corcy, und damit zu den Besitztümern der Familie Thoire-Villars.

## Bevölkerung
| Jahr                       | 1962 | 1968 | 1975 | 1982 | 1990 | 1999 | 2011 | 2020 |
| Einwohner                  | 480  | 492  | 536  | 763  | 954  | 1079 | 1347 | 1916 |
| Quellen: Cassini und INSEE |      |      |      |      |      |      |      |      |

Mit 1986 Einwohnern (Stand 1. Januar 2022) gehört Civrieux zu den kleineren Gemeinden des Départements Ain. Nachdem die Einwohnerzahl im 19. Jahrhundert noch angestiegen war, ging sie in der ersten Hälfte des 20. Jahrhunderts wieder zurück (1901 wurden noch 630 Einwohner gezählt). Seit Mitte der 1970er Jahre wird eine sprunghafte Bevölkerungszunahme verzeichnet. Die Ortsbewohner von Civrieux heißen auf Französisch Severin(e)s.

## Sehenswürdigkeiten
Die Kirche Saint-Blaise et Saint-Denis in Civrieux wurde im 14. oder 15. Jahrhundert errichtet und ist als Monument historique klassifiziert. Längsschiff und Querung wurden 1865 erneuert. Der Glockenturm mit quadratischem Grundriss steht über dem ersten Joch des Chors. Die Ausstattung stammt teilweise aus der 1806 abgerissenen Kirche von Bussiges.

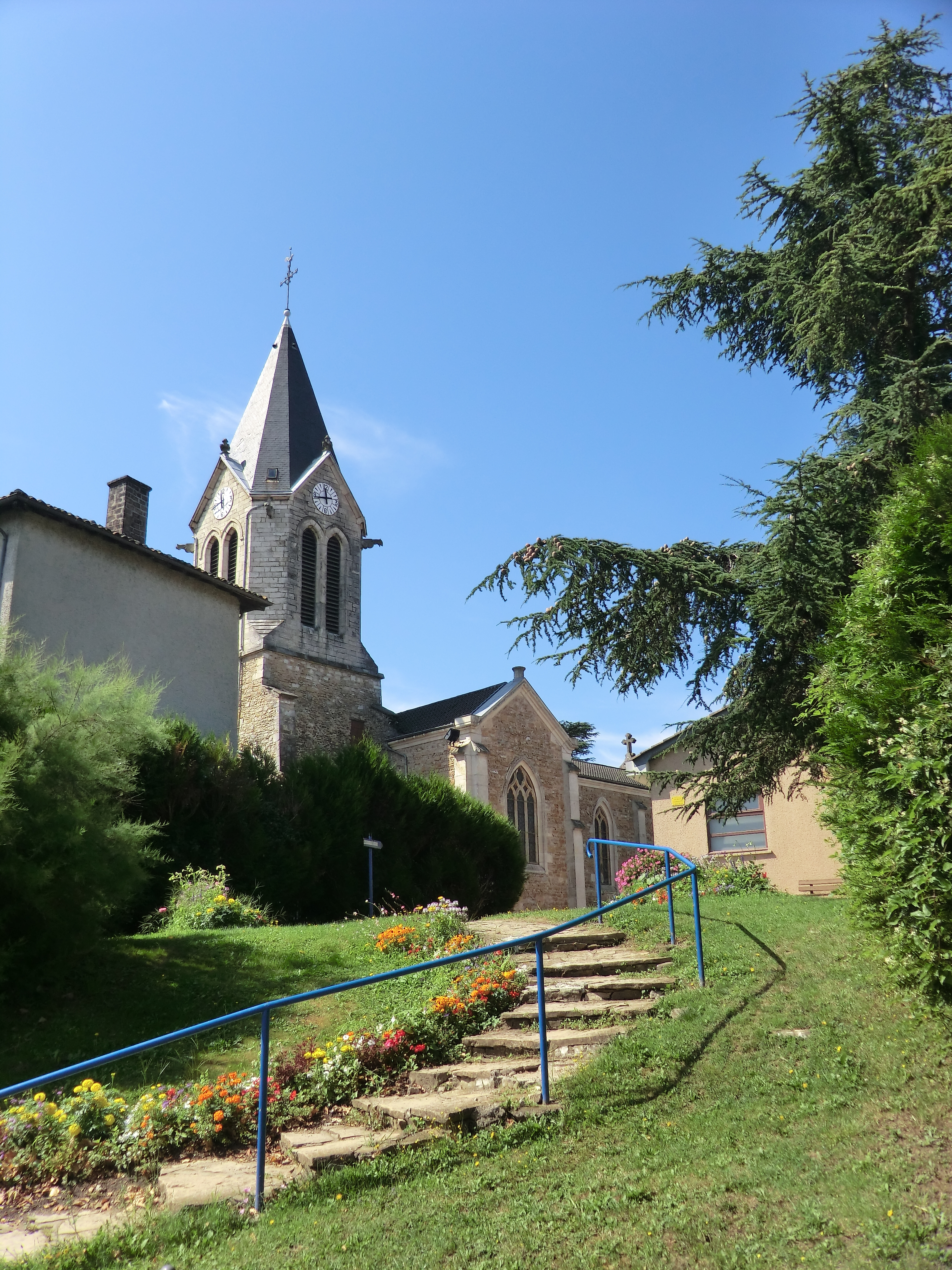
Kirche Saint-Blaise et Saint-Denis
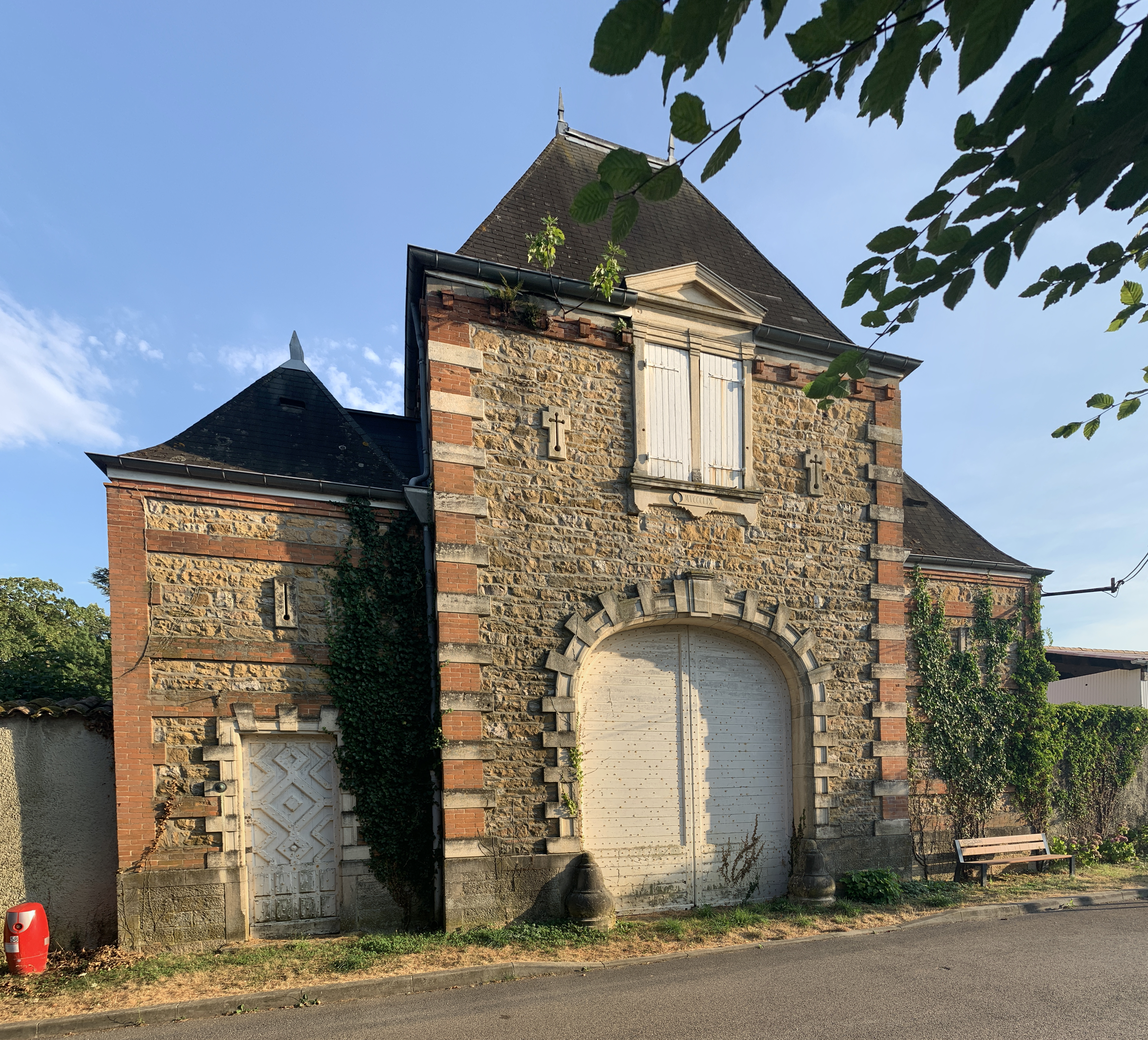
Schloss Rival
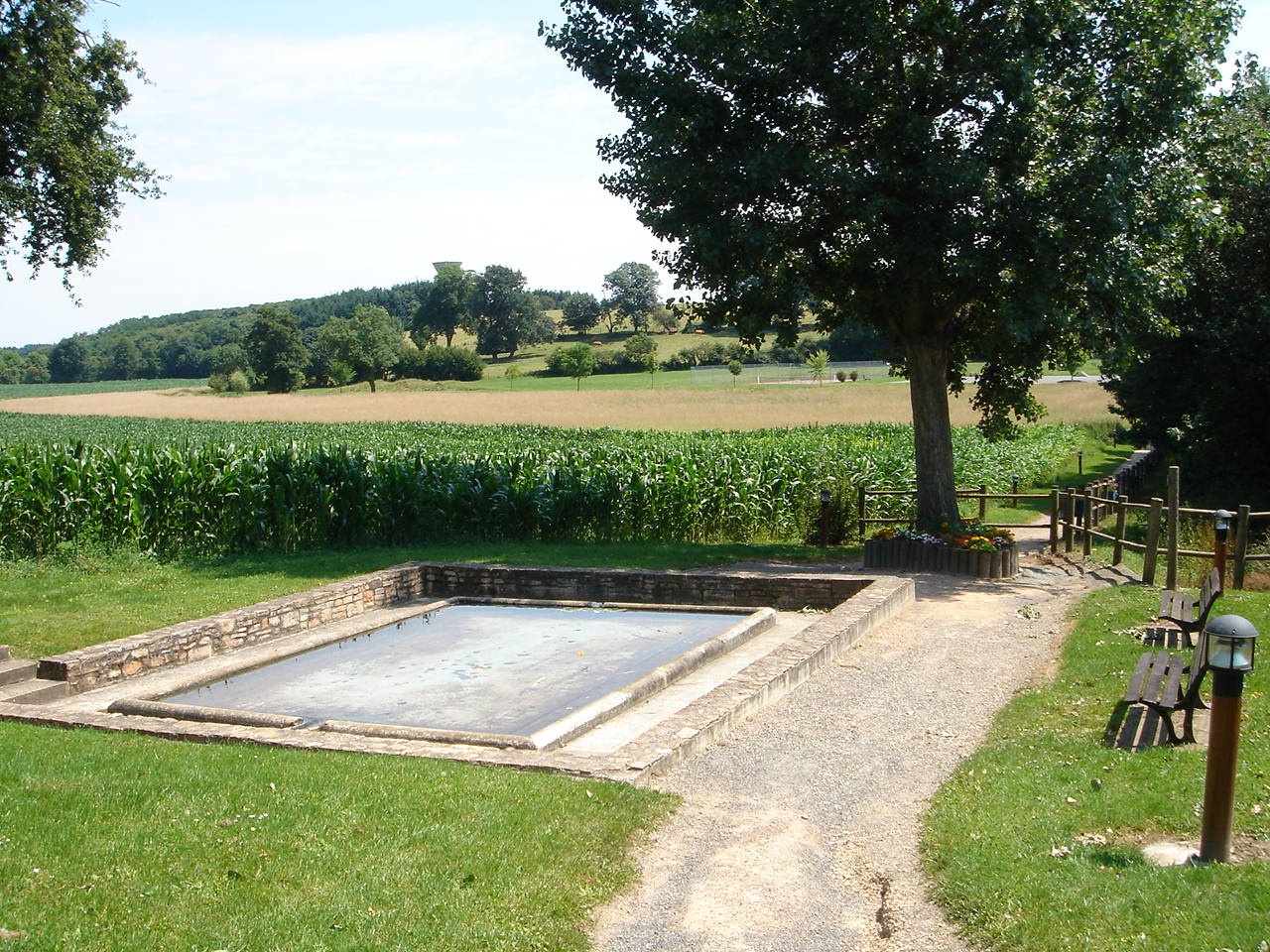
Ehemaliger öffentlicher Waschplatz
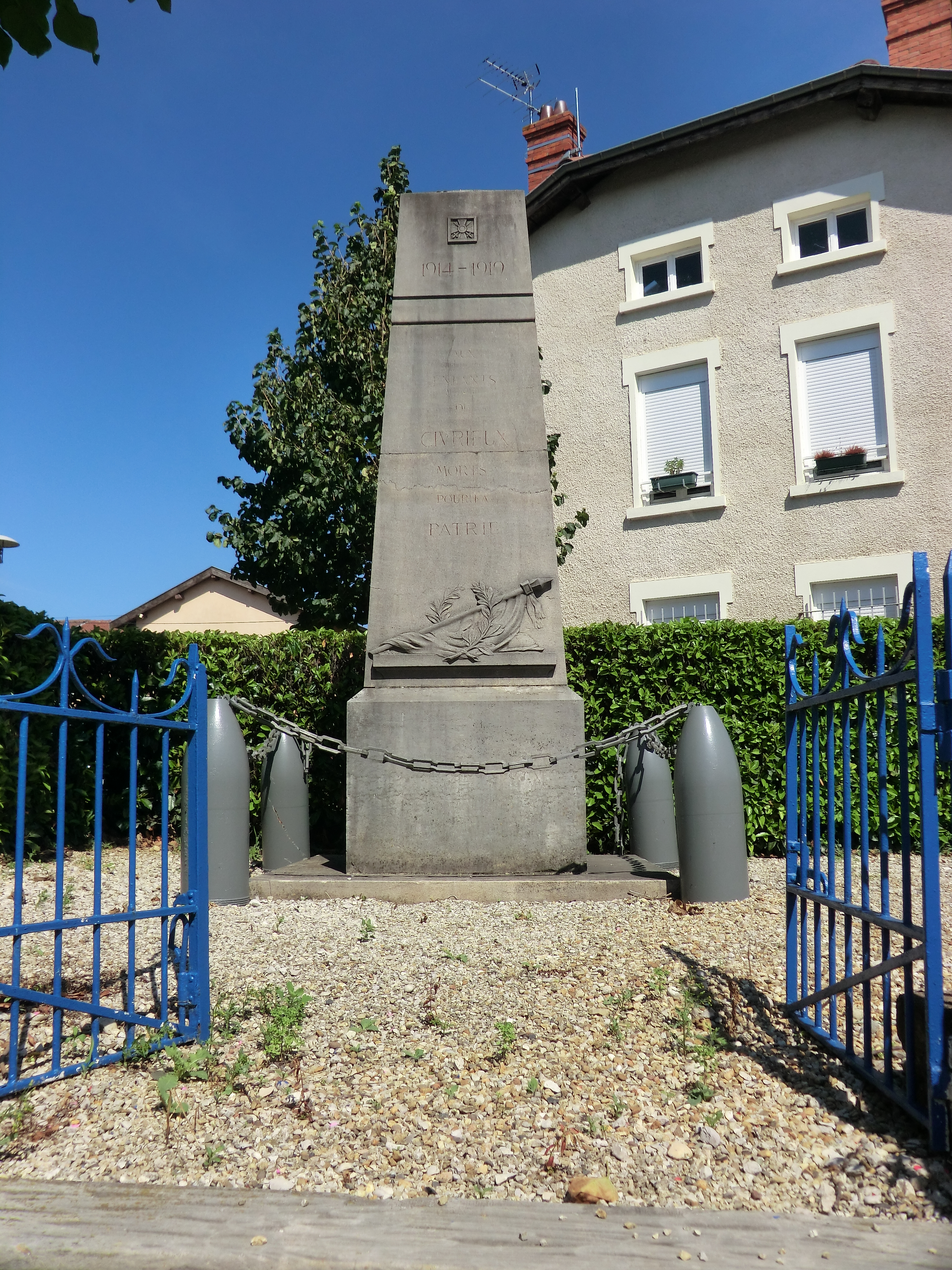
Gefallenendenkmal

## Wirtschaft und Infrastruktur
Civrieux ist bis heute ein vorwiegend durch die Landwirtschaft geprägtes Dorf, dessen Bauernhöfe vor allem Getreide sowie Öl- und Eiweißpflanzen anbauen. Daneben gibt es verschiedene Betriebe des lokalen Kleingewerbes. Mittlerweile hat sich das Dorf auch zu einer Wohngemeinde entwickelt. Die Erwerbstätigen sind größtenteils Wegpendler, die in den Großräumen Lyon und Villefranche ihrer Arbeit nachgehen.
Die Ortschaft liegt abseits der größeren Durchgangsstraßen an der Kreuzung zweier Departementsstraßen, die in Nord-Süd-Richtung Saint-Trivier-sur-Moignans mit dem Norden von Lyon und in West-Ost-Richtung Massieux mit Saint-André-de-Corcy verbinden. Westlich des Dorfes durchschneidet die Trasse der Hochgeschwindigkeitsstrecke LGV Sud-Est das Gemeindegebiet, die nächsten Bahnhöfe befinden sich in Lyon Part-Dieu und Lyon-Saint-Exupéry TGV. Der nächste Autobahnanschluss an die A46 befindet sich in rund 6 km Entfernung. Als Flughafen in der Region kommt Lyon-St-Exupéry (34 km) in Frage.

### Bildung
In Civrieux befindet sich eine staatliche école primaire (Grundschule mit eingegliederter Vorschule).

## Gemeindepartnerschaft
- Cerreto Laziale (Italien), seit 1998